# Sadâr Japarov
Sadâr Nurgojo uulu Japarov (în kîrgîză Садыр Нургожо уулу Жапаров; n. 6 decembrie 1968, Kensuu, Tup⁠(d), Republica Sovietică Socialistă Kirghiză, URSS) este un politician, diplomat și oligarh kârgâz, care ocupă funcția de președinte al Kârgâzstanului începând cu 28 ianuarie 2021. Anterior, el a fost cel de-al 22-lea prim-ministru în guvernul interimar din 2020, după demisia președintelui Sooronbai Jeenbekov⁠(d). Japarov a deținut, de asemenea, funcția de președinte interimar al Kârgâzstanului în urma demisiei lui Jeenbekov, dar a demisionat la 14 noiembrie 2020 pentru a candida la alegerile prezidențiale din 2021, în urma cărora a fost ales pentru a-i succeda președintelui interimar Talant Mamîtov⁠(d).
Japarov și-a început cariera politică în 2005, când a fost ales deputat în Consiliul Suprem, iar din 2007 a activat în administrația prezidențială condusă de Kurmanbek Bakiev⁠(d), până la înlăturarea acestuia în urma Revoluției Kârgâze din 2010. Ulterior, Japarov a revenit ca deputat și a organizat proteste populare în vederea răsturnării guvernului, inclusiv încercări de preluare a Casei Albe din Bișkek și răpirea unui guvernator, ceea ce l-a determinat să părăsească Kârgâzstanul în 2013 pentru a evita urmărirea penală. S-a întors în țară în 2017, unde a fost arestat și condamnat la 11 ani de închisoare pentru activitățile sale politice ilegale anterioare. Pedeapsa i-a fost întreruptă după ce a fost eliberat de susținătorii săi în timpul Revoluției Kârgâze din 2020, ceea ce a dus la ascensiunea sa la putere.
Președinția lui Japarov este percepută ca fiind autocratică și autoritară, întrucât acesta a consolidat puterea și a înăbușit opoziția.[10] Înainte de preluarea puterii de către Japarov, Kârgâzstanul era cunoscut pentru climatul său politic relativ deschis în comparație cu celelalte state postsovietice din Asia Centrală. El a reintrodus sistemul prezidențial prin referendumuri constituționale și privind structura guvernului, ceea ce i-a extins considerabil prerogativele executive și a redus influența parlamentului, instituind în același timp Kurultai-ul Poporului, contribuind astfel la o regresie democratică severă în țară. Mai mulți politicieni din opoziție și activiști au fost arestați, instituții media independente au fost închise, jurnaliști au fost reținuți, iar noi legi menite să suprime presa liberă au fost adoptate. Sub conducerea sa, guvernul kârgâz a lansat un vast program de cheltuieli publice, o mare parte a fondurilor fiind direcționate către companii deținute de Japarov prin rețele complexe de interpuși.

## Biografie
Sadâr Japarov s-a născut în satul Keng-Suu, situat în raionul Tüp, pe teritoriul fostei RSS Kârgâze, parte a Uniunii Sovietice, în familia lui Nurgojo și Kadîc Japarov. După finalizarea studiilor gimnaziale în 1986, a fost admis la Academia Națională de Cultură Fizică și Sport din Kârgâzstan. În 1987, a fost înrolat în Armata Sovietică, unde a servit timp de doi ani la Novosibirsk, în calitate de comandant într-o unitate de telecomunicații. Revenit în 1989 cu gradul de sergent major, Japarov și-a continuat studiile la academie până în 1991. În 2006, a absolvit Universitatea Slavo-Kârgâză din Bișkek, obținând o diplomă în drept.

## Cariera politică timpurie
Japarov și-a început cariera politică după Revoluția Lalelelor din 2005. În martie 2005, a fost ales deputat în Consiliul Suprem din partea circumscripției Tüp, unde a condus fracțiunea parlamentară Kelecek. A fost un susținător al președintelui Kurmanbek Bakiev⁠(d). În 2006, a fost membru al Comisiei de Stat pentru Decorații, iar în 2007 a deținut funcția de vicepreședinte al Comisiei pentru Amnistie.
La alegerile parlamentare din 2007, a candidat pe listele partidului pro-prezidențial Ak Jol, care a obținut majoritatea mandatelor în parlament, dar Japarov a continuat să activeze ca consilier prezidențial. Între 2008 și 2010, a fost reprezentant autorizat al Agenției Naționale pentru Prevenirea Corupției.

### Preluarea forțată a Băncii Issyk-Kul
În timpul mandatului său de comisar suprem în cadrul Agenției Naționale pentru Prevenirea Corupției, Japarov a fost acuzat în mod repetat că a orchestrat preluarea forțată a Băncii Issyk-Kul, cu scopul de a sprijini imperiul de afaceri al lui Maksim Bakiev, fiul președintelui de atunci, Kurmanbek Bakiev⁠(d). Sora lui Japarov, Raikul Japarova, în colaborare cu omul de afaceri lituanian Mikhail Nadel – apropiat al lui Maksim Bakiev – a preluat prin forță controlul asupra băncii. Ulterior, Raikul Japarova a devenit președinta nominală a băncii și a executat toate ordinele lui Nadel în vederea desfășurării activităților. Documente ale Băncii Naționale a Kârgâzstanului indică faptul că, prin intermediul acestei instituții financiare, Sadâr Japarov și sora sa ar fi spălat 5 miliarde de dolari în beneficiul lui Maksim Bakiev. Potrivit fostului șef al Comitetului de Stat pentru Securitate Națională, Abdil Segizbaev, printre aceste sume s-ar fi aflat bani proveniți din traficul de droguri și de arme, afirmând: „A rotit acești bani, i-a scos curați și și-a luat partea.”
În 2020, Erkinbek Asrandiev, fost viceprim-ministru și auditor al băncii în 2013, a confirmat, de asemenea, preluarea forțată a Băncii Issyk-Kul și utilizarea acesteia de către Japarov și sora sa Raikul pentru a spăla fonduri aparținând regimului aflat la putere. Asrandiev a menționat acest fapt drept principalul motiv pentru care a refuzat oferta lui Japarov de a face parte din cabinetul său în 2020. De asemenea, s-a remarcat faptul că, în calitate de Înalt Comisar pentru Corupție, Japarov nu a luat nicio măsură împotriva schemelor de corupție ale clanului lui Kurmanbek Bakiev, inclusiv ale fratelui acestuia, Janîș Bakiev, și ale fiului său Maksim Bakiev, menținând în schimb relații strânse cu aceștia la nivel personal și familial.

### A doua revoluție kârgâză și alegerile din 2010
În 2010, președintele Kurmanbek Bakiev a fost înlăturat de la putere în urma celei de-a doua Revoluții Kârgâze. După revoluție, au izbucnit confruntări interetnice în orașele Oș și Jalal-Abad, în care Japarov și colaboratorii săi au fost activ implicați; potrivit propriilor declarații, aceștia ar fi încercat să prevină violențele. Cu toate acestea, adversarii politici i-au acuzat că au susținut activ naționaliștii kârgâzi și au provocat conflictul.[17]
În urma revoluției, Japarov a fost reales deputat în Consiliul Suprem pe lista partidului Ata-Zhurt, condus de Kamchybek Tashiev, care a obținut cele mai multe mandate la alegerile parlamentare din 2010. Ulterior, el a devenit președintele Comisiei pentru probleme juridice și judiciare.
În cartea sa 10 ani în politică, Japarov a recunoscut ulterior că partidul a primit 3 milioane de dolari pentru alegerile parlamentare din 2010 de la niște „prieteni kazahi”. Conform legislației electorale, sprijinul financiar din străinătate este interzis prin lege. În aceeași carte, Sadâr Japarov l-a acuzat pe Akhmatbek Keldibekov că a deturnat fondurile primite de la „prietenii kazahi” în timpul alegerilor din 2010. Keldibekov, un apropiat al fostului președinte Kurmanbek Bakiev⁠(d), fusese anterior șeful Serviciului Fiscal al Republicii Kârgâze.

### Tentativa de ocupare a Casei Albe și răpirea akimului regiunii Issyk-Kul
În toamna anului 2012, în timpul unuia dintre mitingurile organizate pentru naționalizarea minei de aur Kumtor, protestatarii au încercat să ocupe Casa Albă din Bișkek.
În timp ce Japarov, purtând vestă antiglonț și înarmat, pătrundea în parlament, aliații săi, deputații Mamytov și Tashiev, au condus protestatarii spre gardul parlamentului. Grupul era bine echipat: pistoale automate, pistoale Makarov, carabine de vânătoare cu sute de cartușe, răngi metalice, pietre și cuțite. Atât Tashiev, cât și Japarov au fost acuzați în baza articolului 295 din Codul penal al Republicii Kârgâze – „acaparare forțată a puterii sau menținere forțată a puterii”. În martie 2013, Tribunalul raional Pervomaisky din Bișkek i-a găsit vinovați și i-a condamnat la un an și șase luni de închisoare. Totuși, în iunie 2013, Curtea orașului Bișkek i-a achitat și eliberat în sala de judecată.
După unul dintre aceste mitinguri, în mai 2013, locuitori din satele regiunii Issyk-Kul au ocupat o stație electrică și au întrerupt alimentarea cu energie a unei exploatări aurifere. În același timp, persoane necunoscute au cerut managerului companiei canadiene Centerra Gold suma de 3 milioane de dolari în schimbul încetării protestelor.
La 27 iunie 2013, în timpul demonstrațiilor împotriva proiectului Kumtor, desfășurate în Karakol, protestatarii au încercat să îl răpească pe guvernatorul regiunii, Emilbek Kaptagaev, pentru a-l lua ostatic. Autoritățile kârgâze i-au acuzat pe Sadâr Japarov și pe Kubanychbek Kadyrov că ar fi organizat acest plan. Liderii protestului au fost reținuți, însă Japarov, care a negat implicarea, a fugit din Kârgâzstan și a trăit o perioadă în Cipru.

### Arestarea și încarcerarea din 2017
În 2017, Sadâr Japarov a încercat să revină în Kârgâzstan. La 25 martie 2017, a fost reținut la granița dintre Kârgâzstan și Kazahstan. În dosarul privind presupusa tentativă de răpire a lui Emilbek Kaptagaev, Japarov a fost condamnat la 11 ani și 6 luni de închisoare. În perioada detenției, el a fondat împreună cu Kamchybek Tashiev partidul politic Mekenchil. Între 2018 și 2019, partidul și susținătorii săi au crescut în influență, organizând proteste împotriva condamnării lui Japarov.

## Conducerea interimară a Kârgâzstanului
Articole principale: Protestele din Kârgâzstan din 2020 și Guvernul interimar al Kârgâzstanului din 2020
La 5 octombrie 2020, au izbucnit proteste și manifestații în întreaga țară împotriva rezultatelor alegerilor parlamentare.
După ce Japarov a fost eliberat dintr-o clădire guvernamentală ocupată în 6 octombrie, el a fost dus în Piața Ala-Too din Bișkek, unde a cerut să fie numit prim-ministru. În aceeași noapte, membrii parlamentului cazați la Hotelul Dostuk i-au aprobat nominalizarea, însă candidatul opoziției, Tilek Toktogaziev, s-a declarat pe sine drept prim-ministrul legitim. Toktogaziev a afirmat că alegerea a fost ilegală, susținând că deputații au fost supuși presiunilor din partea susținătorilor lui Japarov, adunați în fața hotelului. Oponenții lui Japarov au subliniat lipsa cvorumului și încălcarea procedurii parlamentare.
La 13 octombrie, președintele în exercițiu Sooronbai Jeenbekov⁠(d) a respins nominalizarea lui Japarov ca prim-ministru, invocând faptul că au existat voturi prin procură. Jeenbekov a cerut parlamentului să se reunească și să voteze din nou. A doua zi, parlamentul l-a nominalizat din nou pe Japarov. De data aceasta, Jeenbekov a aprobat oficial desemnarea sa ca prim-ministru. Totuși, Japarov nu a reușit inițial să-l convingă pe președinte să demisioneze până la organizarea unor noi alegeri generale.
În ziua următoare, pe 15 octombrie, Jeenbekov și-a anunțat demisia, iar Japarov s-a autoproclamat președinte interimar al țării. Deși Constituția Kârgâzstanului stipulează că președintele Parlamentului (Consiliului Suprem) trebuie să preia interimatul, Kanatbek Isaev a refuzat să-și asume această responsabilitate, ceea ce a dus la preluarea funcției de către Japarov. Acesta a fost confirmat ca președinte interimar al Kârgâzstanului de către parlament la 16 octombrie 2020.

### Diarhie cu Kamchybek Tashiev
După preluarea puterii în 2020, Sadâr Japarov l-a numit pe prietenul său apropiat, Kamchybek Tashiev, în funcția de șef al Comitetului de Stat pentru Securitate Națională (GKNB), ceea ce l-a transformat în a doua cea mai influentă persoană din stat. Tashiev este cunoscut pentru comportamentul său agresiv, pentru amenințările adresate opoziției, influența sa prin clanul familial asupra tuturor segmentelor puterii executive, precum și pentru represaliile la adresa jurnaliștilor.

### Reformele constituționale
Sadâr Japarov a inițiat o serie de reforme constituționale criticate de jurnaliști și activiști pentru drepturile omului pentru tendințele autoritare și consolidarea excesivă a puterii executive. Noul proiect de Constituție a fost supranumit ironic „Han-stituția” deoarece permitea președintelui să dețină două mandate consecutive și reducea considerabil prerogativele parlamentului.
O altă noutate introdusă a fost instituirea Kurultaiului Poporului, descris în articolul 7 al noii Constituții drept „organul suprem de deliberare, consultare și coordonare democratică”. Această structură a fost comparată cu Khalk Maslahaty (în română Consiliul Poporului) din Turkmenistan, un organism cu rol simbolic și loial președinției.
Modificările au fost descrise de profesorul asociat William Partlett de la Melbourne Law School ca apropiindu-se de un model prezidențial autoritar de tip prezidențialism-coronat, specific spațiului post-sovietic eurasiatic. Reforme au fost contestate de experți locali, activiști pentru drepturile omului, dar și de organizații internaționale precum Comisia de la Veneția a Consiliului Europei și Oficiul OSCE pentru Instituții Democratice și Drepturile Omului. Deputatul Omurbek Tekebaev și fostul premier Felix Kulov⁠(d) au comparat întărirea atribuțiilor prezidențiale și introducerea Kurultaiului cu o tentativă de uzurpare a puterii, similară modelului din Turkmenistan.
Fostul deputat Sadiq Sher-Niyaz a calificat noul proiect constituțional drept o încercare de acaparare a puterii și instaurare a unui regim totalitar, îndemnând parlamentarii să-l respingă. După adoptarea noii Constituții în urma referendumului constituțional din 2021 și a celui privind forma de guvernare, Kârgâzstanul a pierdut 50 de poziții în clasamentul libertății presei.

### Sprijinul grupului Wagner
În timpul alegerilor prezidențiale din 2020, Sadâr Japarov ar fi beneficiat, potrivit unei anchete realizate de Kloop (partenerul OCCRP în Kârgâzstan), de sprijinul unor strategi politici ruși apropiați de Evgheni Prigojin, fondatorul companiei militare private Wagner. Printre aceștia se numără Alexander Malkevich, Alexander Seravin și Pyotr Bychkov, toți trei incluși pe lista de sancțiuni a Statelor Unite.
Fotografii publicate de Kloop îi arată pe acești strategi împreună cu Sadâr Japarov și Nurzhan Shaildabekova, președinta Comisiei Electorale Centrale a Kârgâzstanului. Bychkov și Malkevich sunt fondatorii Fundației pentru Protecția Valorilor Naționale, o organizație implicată în proiectele lui Prigojin în Africa, Siria și alte regiuni. Seravin, fost viceguvernator al regiunii Pskov, a fost implicat în campaniile de realegere ale lui Vladimir Putin și resetarea limitelor mandatului prezidențial.
Anchete internaționale au indicat că acești indivizi au participat și la interferențe în afacerile interne ale altor state, inclusiv în alegerile din SUA. În Kârgâzstan, Malkevich a promovat deschis reprimarea societății civile.
După publicarea investigației, autoritățile kârgâze au blocat site-ul Kloop, iar jurnalista Leyla Saralaeva, autoarea materialului, a fost forțată să părăsească țara din cauza amenințărilor și presiunilor. În 2024, în Kârgâzstan a fost semnalată apariția unei companii militare private locale denumită Legiunea Neagră (Black Legion).

## Președintele Kârgâzstanului (2021–prezent)

### Mina de aur Kumtor
Începând cu anul 2012, Japarov a susținut naționalizarea minei de aur Kumtor, situată în regiunea Issâk-Kul, acuzând compania de administrare, Centerra Gold, de încălcări ale normelor de mediu și de corupție. Această poziție i-a adus popularitate în rândul concetățenilor săi din regiune.
La data de 14 mai 2021, el a promulgat o lege care permite preluarea temporară a controlului asupra minei de către stat, la opt zile după aprobarea acesteia de către parlament. Ca reacție, compania Centerra Gold a inițiat o procedură de arbitraj împotriva Kârgâzstanului cu privire la mina respectivă.
După naționalizarea întreprinderii și îndepărtarea companiei canadiene care a dezvoltat mina timp de aproape 30 de ani, exploatarea auriferă Kumtor a devenit nerentabilă. Potrivit rapoartelor trimestriale și anuale publicate pe site-ul companiei, Kumtor a înregistrat pierderi începând cu primul trimestru al anului 2023.

### Altele
Primele cinci decrete executive emise de Japarov au vizat dezvoltarea spirituală, o nouă politică de personal, protecția afacerilor, migrația și industria minieră. La 11 februarie, Japarov a semnat un decret privind celebrarea a 120 de ani de la nașterea omului politic Jhusup Abdrakhmanov.

### Politica externă
Japarov a subliniat că administrația sa va urma o politică externă „multidirecțională”, având ca parteneri principali Rusia, Kazahstanul și Uzbekistanul în cadrul conducerii sale.
Japarov are o atitudine favorabilă față de China.  El a descris relațiile dintre China și Kârgâzstan ca fiind la cel mai înalt nivel din istorie. De asemenea, a declarat că China și Kârgâzstanul sunt angajate în combaterea forțelor teroriste din Turkestanul de Est, inclusiv prin repatrierea suspecților.
Japarov a sugerat că Kârgâzstanul ar putea achita datoria față de China prin concesionarea unor resurse minerale.
În perioada 2–3 martie 2021, Japarov a efectuat o vizită la Astana, unde a purtat consultări cu președintele Kazahstanului, Qasym-Jomart Toqaev, și cu fostul președinte Nursultan Nazarbaev. Japarov a obținut semnarea unui protocol care urmărește asigurarea securității energetice a Kârgâzstanului, prin prevenirea scăderii nivelului apei în rezervorul Toktogul la un nivel critic. În cadrul vizitei, Japarov a afirmat că „nu există contradicții politice între țările noastre” și că „avem numeroase interese comune”. O săptămână mai târziu, el a vizitat Tașkentul, unde împreună cu președintele uzbec Șavkat Miromonovici Mirziyoyev au convenit să soluționeze toate disputele de frontieră în termen de trei luni.
În iunie 2021, Sadâr Japarov s-a întâlnit cu omologul său turkmen, Gurbangulî Berdîmuhamedov, pentru a discuta posibilitatea ca Turkmenistanul să furnizeze gaze naturale și electricitate Kârgâzstanului în sezonul de toamnă și iarnă. La acel moment, autoritățile kârgâze aveau în plan conversia centralei electrice pe cărbune din Bișkek pentru a funcționa pe bază de gaz. La 17 iunie, Ulukbek Maripov, șeful guvernului kârgâz, și-a exprimat opinia că gazul este prea costisitor.

### Rusia

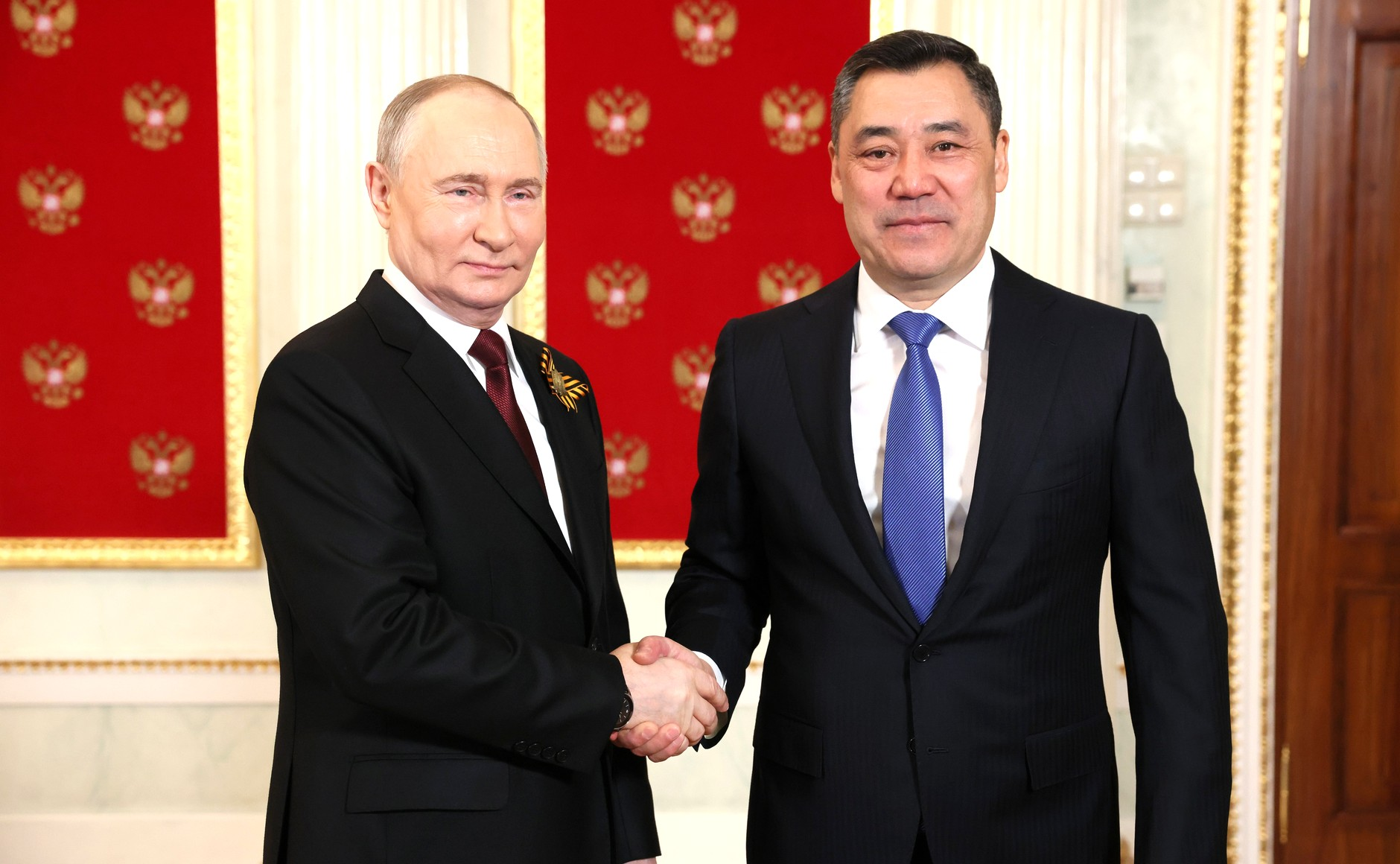
Sadâr Japarov împreună cu președintele rus Vladimir Putin înainte de parada Zilei Victoriei de la Moscova, Rusia, 9 mai 2024

Japarov a adoptat o poziție favorabilă Rusiei. Prima sa vizită oficială planificată într-o țară străină în calitate de președinte a fost în Federația Rusă, între 25–26 februarie 2021.
Fundația Open Dialog a publicat în mai 2023 un amplu raport intitulat Ailierii Rusiei în războiul împotriva Ucrainei. Kazahstanul și Kârgâzstanul sunt un spate logistic de încredere pentru armata rusă, însoțit de materiale anexate. Fundația, cu sediul la Bruxelles, beneficiază de sprijin activ din partea Uniunii Europene. În raport, Japarov este menționat ca fiind o persoană propusă pentru sancționare din cauza ajutorului oferit Rusiei în ocolirea sancțiunilor internaționale. Din raport:
„În 2022, Kârgâzstanul a exportat 115.920 de detonatori electrici către Rusia, în valoare de 882.400 de dolari, deși în 2021 nu a efectuat nicio livrare. Detonatorii electrici sunt utilizați în fabricarea minelor antipersonal și antitanc. La rândul său, Kârgâzstanul a importat 193.536 de astfel de dispozitive din Canada, în valoare de 3,7 milioane de dolari. Există motive să credem că detonatorii fabricați în Canada au fost reexportați către Rusia. Exporturile de echipamente de radar, radionavigație și telecomandă s-au ridicat în 2022 la 169.800 de dolari, cu 60% mai mult decât în 2021. Numărul exporturilor de dispozitive de ochire telescopice (pentru arme) din Kârgâzstan către Rusia a fost, în 2022, de 199.700 de dolari – de 13 ori mai mult decât în 2021. Livrările de piese pentru avioane, elicoptere și vehicule aeriene fără pilot din Kârgâzstan către Rusia au crescut de la zero în 2021 la 1,5 milioane de dolari în 2022. În perioada 2019–2021, Kârgâzstanul nu a exportat componente de lasere, dispozitive și instrumente optice către Rusia, dar în 2022 exporturile au ajuns la 193.100 de dolari. De asemenea, în 2022, Kârgâzstanul a crescut în mod anormal reexportul de produse cu dublă utilizare: 315.700 de dolari – de 109 ori mai mult decât în 2021. Transporturile de circuite integrate către Rusia au totalizat 612.800 de dolari – de 104 ori mai mult decât în 2021. Exporturile de circuite imprimate au ajuns la 23.700 de dolari – de 11 ori mai mult decât în 2021. Exportul de calculatoare pentru procesare automată a ajuns la 2,5 milioane de dolari – aproape de 7 ori mai mult decât în 2021. Exporturile de mașini și echipamente electrice cu destinații speciale au crescut de 9 ori – de la 40.700 de dolari în 2021 la 367.300 în 2022.”
Unele dintre bunurile importate în Kârgâzstan nu ajung, în realitate, la destinația declarată. Deoarece aceste bunuri sunt livrate în Kârgâzstan din Europa, tranzitând teritoriul Rusiei, transportatorii le lasă în Rusia, iar în Kârgâzstan se obțin doar ștampile care atestă, în mod fictiv, că mărfurile au fost importate. Acest fapt a fost confirmat de postul public național finlandez Yle, care, în martie 2023, citând șeful autorității vamale finlandeze, a raportat că unele bunuri fie rămân în Rusia în drum spre Kârgâzstan, fie sunt reexportate de acolo către Rusia. Aceste livrări au fost, de asemenea, investigate de reprezentanții Radio Liberty din Kârgâzstan, care au documentat modul în care companii din Kârgâzstan și Kazahstan furnizează echipamente occidentale firmelor ruse implicate în invazia Ucrainei.
La 9 august 2023, ediția rusă a publicației Kommersant a anunțat construcția, în apropiere de Bișkek, a unui complex logistic cu o suprafață de 163.000 m², destinat importurilor paralele de bunuri către Rusia. Potrivit experților, apariția acestui complex va crește de aproape patru ori volumul depozitelor de calitate superioară din Kârgâzstan. Cu toate acestea, constructorii depozitului neagă toate acuzațiile.

### Tadjikistan

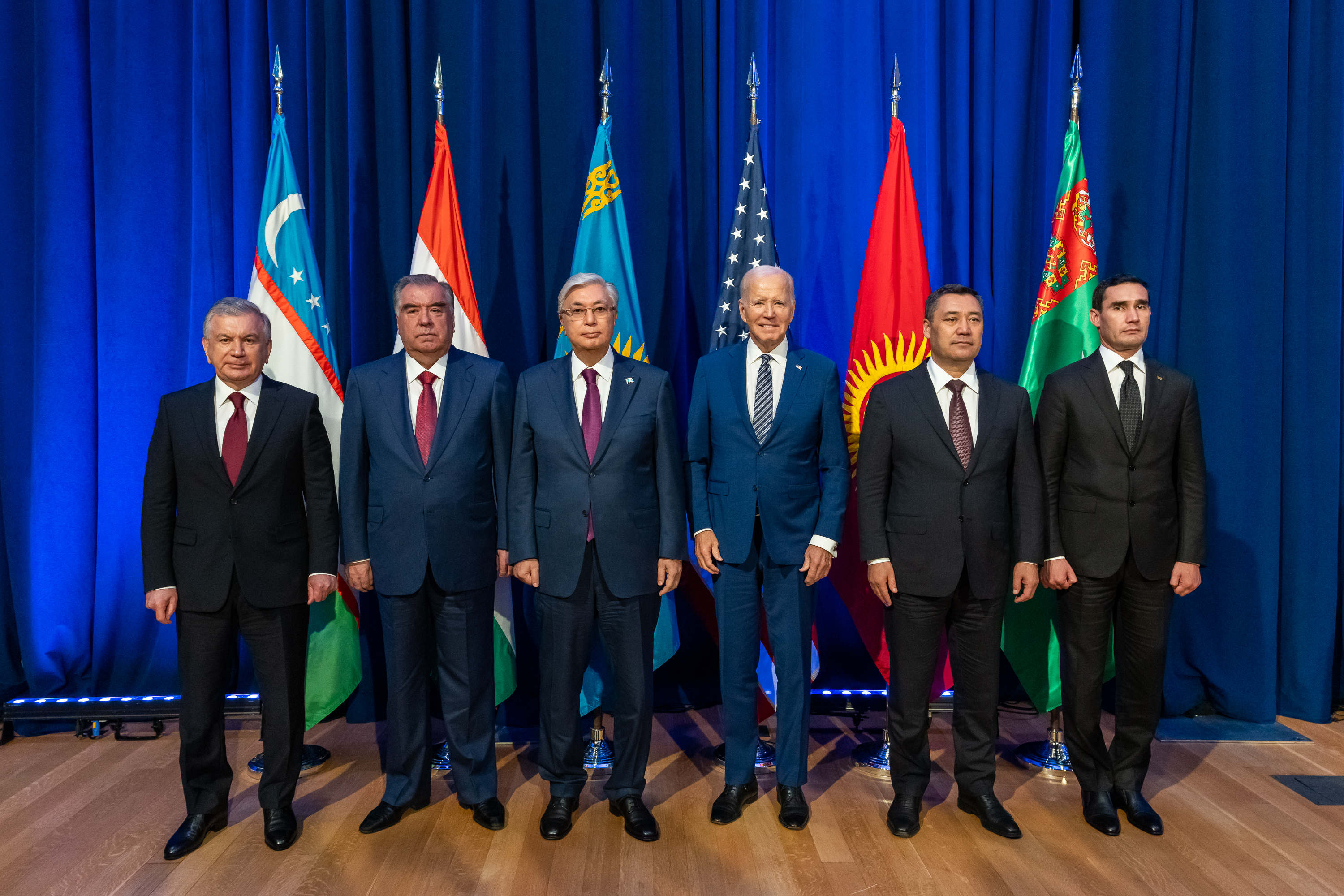
Japarov împreună cu alți lideri din Asia Centrală și cu Joe Biden la summitul C5+1 de la New York, 19 septembrie 2023

În timpul conflictului dintre Kârgâzstan și Tadjikistan din 2021, Japarov a condus răspunsul autorităților kârgâze la confruntări. La 30 aprilie, el a avut o convorbire telefonică cu președintele Tadjikistanului, Emomali Rahmon, în cadrul căreia a convenit să participe la o întâlnire față în față, la Dușanbe, în a doua jumătate a lunii mai. De asemenea, a propus crearea unei comisii de menținere a păcii, compusă din bătrâni ai ambelor popoare. Mai târziu în aceeași zi, Japarov s-a adresat poporului kârgâz, îndemnând la calm, în special în rândul tinerilor, și subliniind că conducerea tadjică nu dorește un război cu Kârgâzstanul, invocând experiența acesteia în timpul războiului civil din Tadjikistan. Totodată, el a acuzat „anumite forțe” de destabilizarea situației de la frontieră. La 1 și 2 mai a fost declarată doliu național.

### Adoptarea unei legi privind ONG-urile finanțate din străinătate

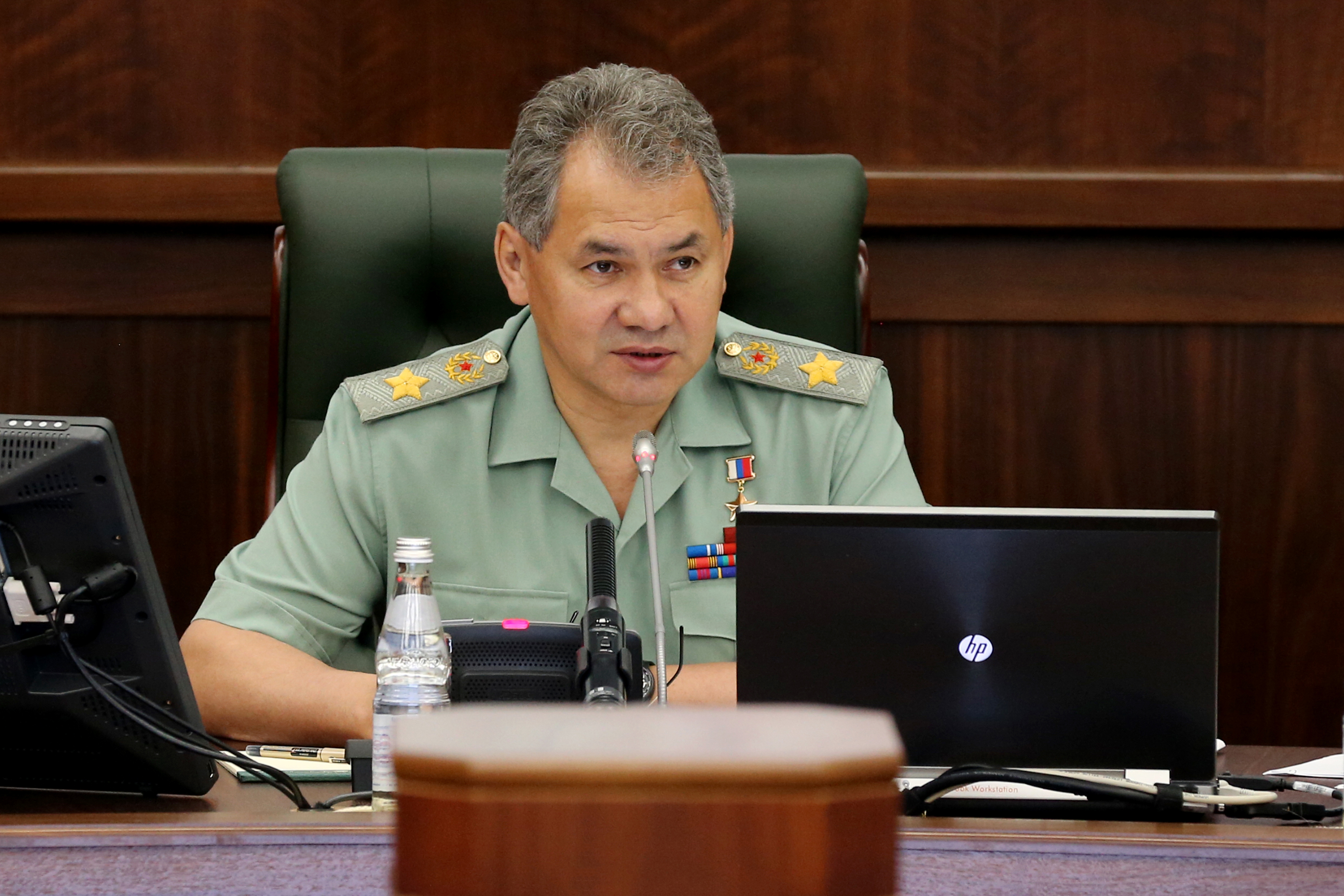
Sergei Șoigu a subliniat necesitatea unor măsuri proactive împotriva ONG-urilor în Asia Centrală

În anul 2024, Kârgâzstanul a adoptat o nouă lege care impune organizațiilor neguvernamentale finanțate din surse externe și implicate în activități politice să se înregistreze la Ministerul Justiției și să se supună unui control guvernamental mai strict asupra activităților lor. Potrivit organizației Human Rights Watch, această lege este similară cu un proiect propus în 2013, dar care a fost ulterior retras. Ambele versiuni prezintă asemănări cu legea privind „organizațiile indezirabile” din Rusia.
Anterior adoptării acestei legi, ministrul rus al apărării, Sergei Șoigu, a făcut declarații privind pericolul potențial pe care ONG-urile străine îl reprezintă pentru interesele ruse în Asia Centrală.
Sadâr Japarov a fost principalul promotor al acestei legi și a susținut-o public.
Legea conferă procurorilor puterea de a declara extrajudiciar organizațiile străine și internaționale drept „indezirabile” pe teritoriul Kârgâzstanului și de a le închide. Organizațiile care nu se dizolvă după notificare pot fi sancționate cu amenzi severe și pedepse lungi cu închisoarea.

## Acuzații de corupție

### Nepotism
Înainte de a deveni președinte, Sadâr Japarov a declarat în mod repetat că este împotriva implicării rudelor sale apropiate în procesele politice și împotriva ocupării de către acestea a unor funcții înalte în aparatul de stat.
Cu toate acestea, presa a relatat în mod constant despre numeroase rude ale lui Japarov care au obținut funcții înalte în ultimii doi ani: Almaz Akmatov a devenit președinte al Camerei de Conturi, Tashtanbek Kaimazarov – șef al Serviciului de Stat pentru Migrație, iar Nurbek Alimov – șef al Vămii Nord-Est. O altă rudă a președintelui, Akylbek Tumonbaev, conduce grupul parlamentar Eldik, iar Turusbek Tumonbaed este directorul Bishkekasphaltservice. Jurnaliști de investigație au identificat rude ale șefului statului și în cadrul companiei Vostokelectro. Nepoata lui Japarov, Perizat Japarova, deține funcția de adjunctă a șefului Departamentului pentru Dezvoltare Digitală din cadrul Administrației Prezidențiale.

### Cenzura presei
De la începutul mandatului prezidențial al lui Sadâr Japarov, Kârgâzstanul a coborât 70 de poziții în clasamentul libertății presei realizat de Reporters Without Borders – de pe locul 72 în 2022 pe locul 144 în 2025. Un caz notabil este închiderea postului de televiziune Next TV, sancționat de autoritățile din Kârgâzstan. Inițial, directorul postului a fost condamnat pentru retransmiterea unui material din presa kazahă, iar ulterior, proprietarul postului, Ravshan Jeenbekov, împreună cu soția sa, au fost plasați în arest preventiv.
Activistul politic și jurnalistul de la Next TV, Adilet Baltabai, a fost arestat pentru că s-a exprimat împotriva deschiderii unui cazinou în Kârgâzstan și a fost condamnat la 5 ani de închisoare.

### Cazul Kempir-Abad
Peste 20 de politicieni și activiști au fost arestați în octombrie 2022. Aceste arestări au generat indignare la scară largă din partea comunității internaționale și a organizațiilor pentru drepturile omului, fiind condamnate de Human Rights Watch, International Partnership for Human Rights, Amnesty International, Comitetul Helsinki din Norvegia și altele. Activistele au declarat că au fost intimidate în cadrul întâlnirilor cu autoritățile privind problema graniței. Majoritatea celor aproape 20 de persoane arestate se află încă în detenție. După arestări, Sadâr Japarov le-a spus mamelor activiștilor reținuți că „ar fi trebuit să-și crească copiii mai bine” și că „ele sunt de vină”.
Președintele Sadâr Japarov, împreună cu șeful Comitetului de Securitate Națională, au fost percepuți ca principali promotori ai transferului rezervorului Kempir-Abad în proprietatea Uzbekistanului; pregătirea acordului s-a desfășurat într-un climat de totală lipsă de transparență, ceea ce a trezit suspiciunea publicului. La o audiere publică, șeful serviciilor speciale kârgâze și prieten apropiat al lui Japarov, Kamchybek Tashiev, a rostit o serie de amenințări la adresa unor politicieni, afirmând: „Am înregistrat deja cinci sau șase persoane. Apoi, o să dau unuia sau doi peste dinți.”
La 3 mai 2023, Parlamentul Kârgâzstanului a votat revocarea anticipată a Avocatei Poporului pentru Drepturile Omului, Atyr Abdrakhmatova, la propunerea fracțiunii parlamentare Ata-Jurt Kyrgyzstan. Pe 19 aprilie 2023, aceasta își prezentase raportul anual privind situația drepturilor omului în Kârgâzstan, semnalând creșterea presiunii asupra libertății de exprimare. Fără a asculta raportul, deputații au votat anularea deciziei Comisiei pentru Legislație Constituțională din 18 aprilie 2023, care prevedea luarea act de raport. Apărătorii drepturilor omului consideră că revocarea anticipată a lui Abdrakhmatova este legată de implicarea sa în apărarea persoanelor persecutate politic în contextul acestui caz.

## Critici
Sadâr Japarov a fost descris ca fiind un naționalist și un populist. În presa occidentală, a fost comparat cu lideri politici precum Ilham Aliyev și Donald Trump. El este acuzat de adeziune la naționalismul kârgâz, mulți etichetându-l drept „un naționalist înverșunat, înclinat spre violență” și ostil față de minoritatea uzbecă. Numeroase acuzații susțin că, în perioada în care Japarov a activat în structuri de combatere a corupției, „nu a obținut rezultate notabile în lupta împotriva corupției”, fiind acuzat de legături cu un „hoț în lege” și lider mafiot din nordul țării, Kamchy Kolbaev.
În aprilie 2021, Japarov a promovat rădăcina toxică de Aconitum ca tratament împotriva COVID-19. Ulterior, cel puțin patru persoane au fost internate în spital cu simptome de intoxicație. Facebook a eliminat postările președintelui în care promova utilizarea plantei, precizând: „Am eliminat această postare deoarece nu permitem nimănui, inclusiv oficialilor aleși, să distribuie informații false care ar putea duce la vătămări fizice iminente sau care răspândesc afirmații nefondate privind prevenirea sau tratarea COVID-19”.

### Acuzații de fascism
În perioada în care a activat în structurile anticorupție, Japarov a format o relație de apropiere cu Kamchybek Tashiev, liderul fracțiunii Ata-Jurt, în cadrul căreia Japarov a fost vicepreședinte și un susținător fidel al acestuia. Partidul Ata-Jurt s-a poziționat ca fiind de extremă dreapta, cu tendințe ultranaționaliste – conducerea partidului din acea perioadă fiind cunoscută pentru declarații radicale, apropiate de discursul fascist:
„Doar kârgâzii pur-sânge ar trebui să conducă Kârgâzstanul, fără amestec de alte rase. Mereu i-am urmat pe alții: evrei, tătari, ruși. A venit Babanov la putere, acum stăm cu kurzii... Dacă vreun popor din țara noastră – ruși, uzbeci, turci sau chinezi – va spune că este egal sau superior kârgâzilor, atunci statul se va destrăma.”

### Antisemitism
În timpul protestelor din 2012, Sadâr Japarov a făcut remarci antisemite publice, cu scopul de a incita mulțimea, acuzând în mod fals evreii că ar fi pus mâna pe mina de aur Kumtor, în ciuda faptului că zăcământul a fost exploatat de o companie canadiană în parteneriat cu guvernul kârgâz:
„Evreii au pus mâna pe Kumtor. Israelul a obținut-o pentru 200 de mii de dolari.”

## Relațiile cu familia Bakiyev
Odată cu venirea la putere, Sadâr Japarov a început să numească în funcții de conducere persoane apropiate de fostul președinte Kurmanbek Bakiev⁠(d). Astfel, fostul purtător de cuvânt al lui Bakiyev, Nurlanbek Shakiev, a devenit președintele Parlamentului; Talantbek Imanov, fostul șofer al celui mai bun prieten al lui Maksim Bakiyev – Alexei Shirshov –, precum și Taalaibek Ibrayev, un alt membru al anturajului lui Maksim Bakiyev, au fost numiți în funcții-cheie, cel din urmă devenind ministrul dezvoltării digitale. Fostul asistent personal al lui Kurmanbek Bakiev a fost numit guvernator al regiunii Naryn. Alexei Shirshov, prieten al lui Maksim Bakiyev, fost director financiar al companiei Electric Stations OJSC și apoi președinte al consiliului de administrație al Dastan TNK OJSC, a reușit de asemenea să se întoarcă în țară. Shirshov este cunoscut ca autorul unor scheme de corupție de amploare în sectorul energetic al Kârgâzstanului, denumite „schemele lui Shirshov”. Shirshov, care fusese dat în urmărire internațională de autoritățile anterioare ale Kârgâzstanului prin Interpol, a fost eliberat imediat după sosirea în țară, sub conducerea lui Sadâr Japarov.
Sadâr Japarov, care fusese comisar suprem în Agenția Națională pentru Prevenirea Corupției, a fost acuzat în mod repetat de implicare în preluarea forțată a băncii „Issyk-Kul”, în sprijinul imperiului de afaceri al fiului fostului dictator detronat Kurmanbek Bakiev⁠(d) – Maksim Bakiyev. Sora lui Sadâr Japarov – Raikul Japarova – împreună cu omul de afaceri lituanian Mihail Nadel, prieten al lui Maksim Bakiyev, au preluat cu forța banca de investiții Issyk-Kul în noaptea de 10 spre 11 august 2007, la ora 2 dimineața, spărgând gratiile ferestrei clădirii. Ulterior, Raikul Japarova, devenind președinte nominal al băncii Issyk-Kul, a executat toate instrucțiunile lui Nadel pentru desfășurarea activității instituției. Documentele Băncii Naționale a Kârgâzstanului (NBKR) atestă că, prin intermediul acestei bănci, Sadâr Japarov și sora sa ar fi spălat 5 miliarde de dolari în folosul lui Maksim Bakiyev. Potrivit fostului șef al Comitetului de Stat pentru Securitate Națională, Abdil Segizbayev, printre acești bani s-ar fi aflat fonduri provenite din traficul de droguri și de arme: „A pus banii în circulație, i-a scos curați și și-a luat partea”, a declarat Segizbayev.
Kurmanbek Bakiev locuiește în Belarus din 2010, după ce a fugit împreună cu familia în urma pierderii puterii în Kârgâzstan. În timpul confruntărilor din 7 aprilie 2010, împotriva protestatarilor s-a tras cu arme de foc, zeci de persoane pierzându-și viața în piața din fața Casei Albe din Bișkek. Deși în Kârgâzstan au fost inițiate dosare penale împotriva membrilor clanului Bakiyev, președintele belarus Aleksandr Lukașenko a refuzat extrădarea acestuia. Ulterior, și alți membri ai familiei Bakiyev s-au stabilit în Belarus – printre ei, nepotul fostului președinte, Asylbek Saliev, și nepotul de fiu, Ruslan Bakiyev, fiul lui Marat Bakiyev. În Belarus, familia Bakiyev locuiește în proprietăți luxoase și investește în corporații de stat și afaceri mari.

## Imagine publică
O mare parte din succesul lui Sadâr Japarov se datorează campaniilor sale intense pe rețelele sociale, intensificate după alegerea sa ca președinte. Într-un interviu acordat publicației Kommersant în ianuarie 2021, Japarov a declarat că, între 2017 și 2020, și-a consolidat baza de susținere chiar din închisoare, prin crearea unor grupuri pe rețelele Odnoklassniki, Facebook, Instagram și WhatsApp. Întrebat cum a reușit acest lucru din spatele gratiilor, a afirmat: „Conform legii, este imposibil, dar am găsit o soluție”. Totuși, această activitate clandestină din perioada detenției pare să nu fi avut un impact larg asupra populației kârgâze, întrucât niciunul dintre respondenți nu auzise de el în acea perioadă.
Potrivit unor jurnaliști independenți din Kârgâzstan, odată cu venirea la putere a lui Japarov și a aliatului său Kamchybek Tashiev, au apărut numeroase „fabrici de știri false” în țară. Investigațiile au dezvăluit că angajați ai mass-mediei de stat sunt implicați în aceste structuri, fiind supervizați chiar de purtători de cuvânt ai ministerelor, și obligați să redacteze comentarii pozitive despre oficialii guvernamentali.

## Viața personală
Japarov este căsătorit cu Aigul Japarova (născută Asanbaeva), mai tânără cu cinci ani decât el. Ea s-a născut într-un sat vecin cu cel al lui Japarov, în raionul Tüp. În perioada în care Japarov a deținut funcția de președinte interimar, Aigul Japarova a activat ca voluntar, sprijinind eforturile voluntarilor în lupta împotriva pandemiei de COVID-19. Cuplul are patru copii, dintre care fiul cel mare, Dastan, a decedat într-un accident la 26 august 2019. Tatăl și mama lui Japarov au decedat în septembrie 2017 și, respectiv, martie 2019, în timpul urmăririi penale și detenției acestuia. În niciunul dintre cazuri, Serviciul Penitenciar de Stat nu i-a permis să participe la funeralii. Este cunoscut faptul că unul dintre frații săi deține o mină de cărbune în nordul țării.
Distincții și onoruri
- Insigna „Lucrător de excelență al Armatei Sovietice”[15]
- În 2009, i-a fost conferită medalia Administrației Regionale de Stat Issyk-Kul „pentru merite și contribuție semnificativă la dezvoltarea socio-economică a regiunii Issyk-Kul.”
- În 2010, a primit Medalia „Pentru Merit” din partea Uniunii Ruse a Veteranilor din Afganistan
- În 2024, i-a fost conferit Ordinul Prieteniei, clasa I, pentru contribuția sa la dezvoltarea și consolidarea relațiilor bilaterale[124].

De asemenea, deține următorul titlu:
- Președinte de onoare al Federației de Arte Marțiale Mixte din Kârgâzstan[125]